# Kornberg bei Riegersburg
Kornberg bei Riegersburg è una frazione di 1 132 abitanti del comune austriaco di Riegersburg, nel distretto di Südoststeiermark (Stiria). Già comune autonomo, il 1º gennaio 2015 è stato aggregato a Riegersburg assieme agli altri comuni soppresso di Breitenfeld an der Rittschein e Lödersdorf.